# Подлесная Шентала
Подле́сная Шентала́ (тат. Урманасты Шонталысы) — село в Алексеевском районе Татарстана. Административный центр Подлесно-Шенталинского сельского поселения.
Мелкий текст

## Население
| 1782 | 1859 | 1897 | 1908 | 1920 | 1926 | 1938 | 1949 | 1958 | 1970 | 1979 | 1989 | 2002 | 2010 | 2015 |
| ---- | ---- | ---- | ---- | ---- | ---- | ---- | ---- | ---- | ---- | ---- | ---- | ---- | ---- | ---- |
| 126  | 528  | 883  | 987  | 1141 | 756  | 827  | 779  | 811  | 875  | 706  | 464  | 488  | 425  | 423  |

Национальный состав
Согласно результатам переписи 2002 года, в национальной структуре населения села татары составляли 94%.

### Комментарии
1. ↑  души мужского пола